# パーマンPART2 秘密結社マドー団をたおせ!
『パーマンPART2 秘密結社マドー団をたおせ』（パーマンパートツー ひみつけっしゃマドーだんをたおせ）は、藤子・F・不二雄原作の漫画『パーマン』（1967年）を題材とするファミリーコンピュータ用ゲームソフト。アイレム（現：アピエス・アイレムソフトウェアエンジニアリング）より1991年12月20日に発売された。

## 概要
場面ごとに立体ステージと平面ステージがあり、立体ステージではプレイヤーキャラクターが空を飛ぶことができる。
プレイヤーキャラクターはパーマン、ブービー、パー子、パーやんから選ぶことができるが性能差はない。
前作『パーマン』と異なり、プレイヤーキャラクターは立体ステージでは空を飛んで自由に動かすことが可能であり、プレイヤーキャラクターを選ぶことができ、各ステージのボス戦は通常と同様のアクションバトルとなっている。

## あらすじ
世界制服を目論む秘密結社・マドー団は宇宙生物学者の敷島博士を巨大なパワーを兵器になりうる結晶体と共に誘拐した。バードマンはパーマンたちに助けを求め、パーマンたちは敷島博士を救出しにマドー団に立ち向かうことになった。

## 構成

### ステージ
ステージ1 新宿新都庁
ビルの中と外を行き来し、最上階（屋上）まで登る。ボスは変身サイボーグ。
ステージ2 北極の氷山要塞
マドー団の北極要塞。ボスはサバイバル将軍。
ステージ3 チベット高原の秘密研究所
高原にそびえ立つマドーの秘密研究所。ボスは目ん玉コンピュータ。目が弱点。
ステージ4 モスクの地下迷宮
モスクと呼ばれる寺院に入り、地下に進むと迷宮になっている。ボスは海蛇ロボット。
ステージ5 砂漠のピラミッド要塞
砂漠にあるマドー団の要塞。ボスはロボット戦車。
ステージ6 マドーの宇宙要塞
宇宙にあるマドー団の要塞。ボスはマドー。

### ボーナスステージイベント
各ステージのP扉に入ると、ボーナスステージになっている。
ブロック崩し
立体ステージ。箱を壊すと、攻撃アイテムや敵が出てくる。
パネルゲーム
平面ステージ模様。一度乗って移動したら消えるパネルを全部消すとクリアとなる。二つの三角が描かれてる床はその方向に一つ飛ばしで進むことができる。
1つのパネルには8秒しか乗れず、また全体でも時間制限がある。
各ステージに複数のパネルゲームがあり、全部解いて文字を組み合わせるとパスワードとなり、コンティニューからこのパスワードを入力すると、当該ステージから始めることができる。
神経衰弱
一度カードが表にオープンとなり、カードが全て裏返った段階でスタートとなる。
全てのペアとなっている数字を開けたらクリアとなる。
「×」マークを開けたり、3回間違うと失格である。時間制限がある。

## アイテム

### 攻撃アイテム
攻撃アイテムは以下の4つ。レベルは1と2があり、レベル1は飛距離が途中までである、4つの攻撃アイテムを所持して、全てレベル2まで上げると最強攻撃である「パワーボール」となる。
パンチ
敵を弾き飛ばす。レベル1は至近距離攻撃しかできない。
フーセン
敵を膨らませる銃。
レイトウ
敵を凍らせる銃。
ヘンシン
敵を変身させる銃。
キック
キックパワーの数だけ使うことができる。

### 防御アイテム
防御アイテムは以下の2つ。
1UP
残機を1つ増やす。
ライフ
ライフゲージを回復。